# Danielle Savre
Danielle Kathleen Savre (Simi Valley, 26 agosto 1988) è un'attrice, cantante e ballerina statunitense.

## Biografia
Danielle si è diplomata alla Simi Valley High School. Per un breve periodo ha fatto parte del gruppo Sweet Obsession come cantante, ma la banda si è sciolta dopo che i membri, tutti studenti, hanno ricevuto delle borse di studio e quindi hanno rinunciato per tornare a studiare. Nel 2008, insieme al suo nuovo gruppo Trinity, ha registrato il suo primo album, mentre è invece del 2006 il suo primo disco da solista prodotto con l'aiuto del cantante Alex Nester.
Durante la carriera da ballerina, la Savre ha seguito i corsi del coreografo hip hop Shane Sparks, i cui balli le sono serviti per le esibizioni in pubblico anche durante il canto di alcuni singoli. È nota al pubblico per la sua interpretazione nel film horror Boogeyman 2 - Il ritorno dell'uomo nero, nel quale ha avuto il ruolo di Laura Porter. Ha inoltre partecipato al serial televisivo Heroes nella parte di Jacqueline Wilcox per un totale di sei puntate.
È successivamente entrata a far parte del cast di Station 19, spin-off di Grey's Anatomy, trasmesso dalla Fox, nei panni del vigile del fuoco Maya Bishop.

## Filmografia

### Cinema
- Murphy's Dozen (2001)
- 6th Family Television Awards' (2004)
- You've Reached the Elliots (2006)
- Ragazze nel pallone - Tutto o niente (Bring It On: All or Nothing), regia di Steve Rash (2006)
- Il bacio che aspettavo (In the Land of Women), regia di Jon Kasdan (2007)
- The Final Season, regia di David Mickey Evans (2007)
- Boogeyman 2 - Il ritorno dell'uomo nero (Boogeyman 2), regia di Jeff Betancourt (2007)
- American Primitive (2008)
- Jarhead 2: Field of Fire, regia di Don Michael Paul (2014)
- Blu profondo 2 (Deep Blue Sea 2), regia di Darin Scot (2018)

### Televisione
- One on One − serie TV, 1 episodio (2001)
- X-Files (The X Files) - serie TV, episodio 9x18 (2002)
- I Finnerty (Grounded for Life) − serie TV, 4 episodi (2002-2004)
- CSI - Scena del crimine (CSI: Crime Scene Investigation) − serie TV, 1 episodio (2004)
- Summerland − serie TV, 10 episodi (2004-2005)
- Streghe (Charmed) − serie TV, 1 episodio (2005)
- The Closer − serie TV, 1 episodio (2005)
- Malcolm − serie TV, 1 episodio (2006)
- Too Close to Home − serie TV, 16 episodi (2006-2017)
- Heroes − serie TV, 7 episodi (2006-2010)
- Kaya − serie TV, 10 episodi (2007)
- Generazioni a confronto (Generation Gap) − film TV (2008)
- The Glades − serie TV, 1 episodio (2011)
- Hollywood Heights - Vita da popstar (Hollywood Heights) − serie TV, 13 episodi (2012)
- Supernatural − serie TV, 1 episodio (2014)
- Perception – serie TV, episodio 3x12 (2015)
- Una vicina quasi perfetta (The Perfect Stalker), regia di Curtis James Crawford - film TV (2016)
- Station 19 − serie TV (2018-2024)
- Grey's Anatomy − serie TV (2020- 2024)
- Found - serie TV, 8 episodi (2025)

## Doppiatrici italiane
Nelle versioni in italiano delle opere in cui ha recitato, Danielle Savre è stata doppiata da:
- Alessia Amendola in Heroes, Boogeyman 2 - Il ritorno dell'uomo nero, Station 19, Perception, Grey's Anatomy
- Domitilla D'Amico in CSI - Scena del crimine
- Benedetta Degli Innocenti in The Glades
- Emanuela D'Amico in Una vicina quasi perfetta
- Gemma Donati in Blue Bloods
- Perla Liberatori in Summerland
- Elena Perino in Found